# Yury Starunsky
Yury Vasilevich Starunsky (em russo:  Юрий Васильевич Старунский; Kiev, 17 de abril de 1945 — Moscou, 24 de dezembro de 2010) foi um jogador de voleibol da Rússia que competiu pela União Soviética nos Jogos Olímpicos de 1972 e 1976.
Em 1972, ele fez parte da equipe soviética que conquistou a medalha de bronze no torneio olímpico, no qual jogou em todas as sete partidas. Quatro anos depois, ele ganhou a medalha de prata com o time soviético na competição olímpica de 1976, participando de cinco jogos.